# FCR 2001 Duisburg
De Fußballclub Rumeln 2001 Duisburg (FCR 2001 Duisburg, vroeger FC Rumeln-Kaldenhausen) is een Duitse vrouwenvoetbalvereniging uit de stad Duisburg in Noordrijn-Westfalen. Op 29 augustus 2021 stond FCR 2001 Duisburg op de Europese ranglijst voor vrouwen op de 115e plaats.
FCR Duisburg speelt in de Bundesliga voor vrouwen. FCR Duisburg won in 2000 als FC Rumeln-Kaldenhausen het Duitse kampioenschap, won de DFB-Pokal in 1998 en was finalist in 1999 en als FCR 2001 Duisburg in 2003 en 2007.
FCR debuteerde in het seizoen 2008/09 in de UEFA Women's Cup als plaatsvervanger van 1. FFC Frankfurt dat als titelverdediger in het toernooi uitkwam. In de kwartfinale kwamen beide Duitse clubs elkaar tegen en FCR ging door na twee zeges. In de halve finale versloeg FCR het Franse Olympique Lyon, waarna in de finale de Russische debutanten van Zvezda 2005 Perm hun tegenstander waren. Middels een 6-0-overwinning in Perm en een 1-1 in de MSV-Arena werd FCR de derde Duitse club die in acht jaar tijd de UEFA Women's Cup veroverde, na 1. FFC Frankfurt in 2002, 2006 en 2008 en 1. FFC Turbine Potsdam in 2005.
In 2014 ging de club failliet. Bijna alle speelsters en stafleden verhuisden naar de eveneens Duisburgse voetbalvereniging MSV. MSV nam ook de speelrechten van FCR over, waardoor het team in de Bundesliga bleef uitkomen. In 2015 degradeerde het vrouwenteam van MSV naar de 2. Bundesliga.

## In Europa
| Seizoen | Competitie                    | Ronde | Land                 | Club                    | Uitslagen           |
| ------- | ----------------------------- | ----- | -------------------- | ----------------------- | ------------------- |
| 2008/09 | UEFA Women's Cup              | 2e    | Vlag van Oekraïne    | Naftokhimik Kaluš       | 5-1                 |
| 2008/09 | toernooi in Kaluš             | 2e    | Vlag van Spanje      | Levante UD              | 5-0                 |
| 2008/09 |                               | 2e    | Vlag van Denemarken  | Brøndby IF              | 4-1                 |
| 2008/09 |                               | KF    | Vlag van Duitsland   | 1. FFC Frankfurt        | 3-1, 2-0 *          |
| 2008/09 |                               | HF    | Vlag van Frankrijk   | Olympique Lyon          | 1-1, 3-1 *          |
| 2008/09 |                               | F     | Vlag van Rusland     | Zvezda 2005 Perm        | 6-0, 1-1 *          |
| 2009/10 | UEFA Women's Champions League | 1e    | Vlag van Wit-Rusland | WFC Universitet Vitebsk | 1-5, 3-6 *          |
| 2009/10 |                               | 1/8F  | Vlag van Zweden      | Linköpings FC           | 1-1 *, 2-0          |
| 2009/10 |                               | KF    | Vlag van Engeland    | Arsenal LFC             | 2-1 *, 2-0          |
| 2009/10 |                               | HF    | Vlag van Duitsland   | 1. FFC Turbine Potsdam  | 1-0 *, 0-1 ns (1-3) |

* = thuiswedstrijd

## Samenwerkingsverband
Sinds 2011 heeft Duisburg een samenwerkingsverband met de Nederlandse club VVV-Venlo.